# Босилковци
Босилковци (болг. Босилковци) — село в Болгарии. Находится в Русенской области, входит в общину Бяла. Население составляет 716 человек.

## Политическая ситуация
В местном кметстве Босилковци, в состав которого входит Босилковци, должность кмета (старосты) исполняет Панайот Калинов Панайотов (Граждане за европейское развитие Болгарии (ГЕРБ)) по результатам выборов.
Кмет (мэр) общины Бяла — Юрий Петков Симеонов (Гражданский союз за новую Болгарию) по результатам выборов.